# 찰스 토머스 뉴턴
찰스 토머스 뉴턴 경(Sir Charles Thomas Newton, 1816년 9월 16일 ~ 1894년 11월 28일)은 영국의 고고학자다. 1887년 바스 훈장(KCB)을 수여받았다.

## 생애
그는 1816년에 슈롭셔주 클렁건퍼드의 교구 주관자 대리 뉴턴 디킨슨 핸드 뉴턴의 둘째 아들로 태어났다.
그는 슈루즈버리 스쿨(당시엔 새뮤얼 버틀러 학장)에서 교육을 받았으며, 이후 옥스퍼드의 크라이스트 처치(1833년 10월 17일 수료)에 진학했고, 그것에서 1837년에 학위를 받았으며, 1840년에는 석사를 마쳤다.
이미 대학생 시절에 뉴턴은 박물학적 소질을 드러내고 있었다. 독일에서 빙켈만이 발을 떼기 시작한 고대 고고학의 과학적 연구가 뉴턴에게 영국에도 있었다. 1840년, 가족들의 바램과는 달리, 그는 골동품 부서의 조수로 대영박물관에 들어갔다. 박물관 경력이 당시 젊은이들에게는 그다지 매력을 끌지 못했다. 그러나 그 부서는 뉴턴에게 다른 곳이었다면 쉽지 않았을 기회를 그의 연구 주제에 대해 폭넓은 비교 연구 기회를 제공했다.

## 참고 자료
- 찰스 토머스 뉴턴, History of Discoveries at Halicarnassus(1863) Vol. II
- 찰스 토머스 뉴턴, Travels & Discoveries in the Levant (1865) Vol. II (reissued by 케임브리지 대학교 출판부, 2010. ISBN 978-1-108-01744-2)
- 찰스 토머스 뉴턴, Essays on Art and Archaeology (1886) 맥밀란, 런던. (reissued by 케임브리지 대학교 출판부, 2010. ISBN 978-1-108-01741-1)